# خط آی‌آرتی خیابان جروم
خط آی‌آرتی خیابان جروم (انگلیسی: IRT Jerome Avenue Line) یکی از خط‌های متروی نیویورک سیتی در بخش برانکس است.
این خط که در سال ۱۹۱۷ تأسیس شده دارای ۱۴ ایستگاه است.

## نگارخانه

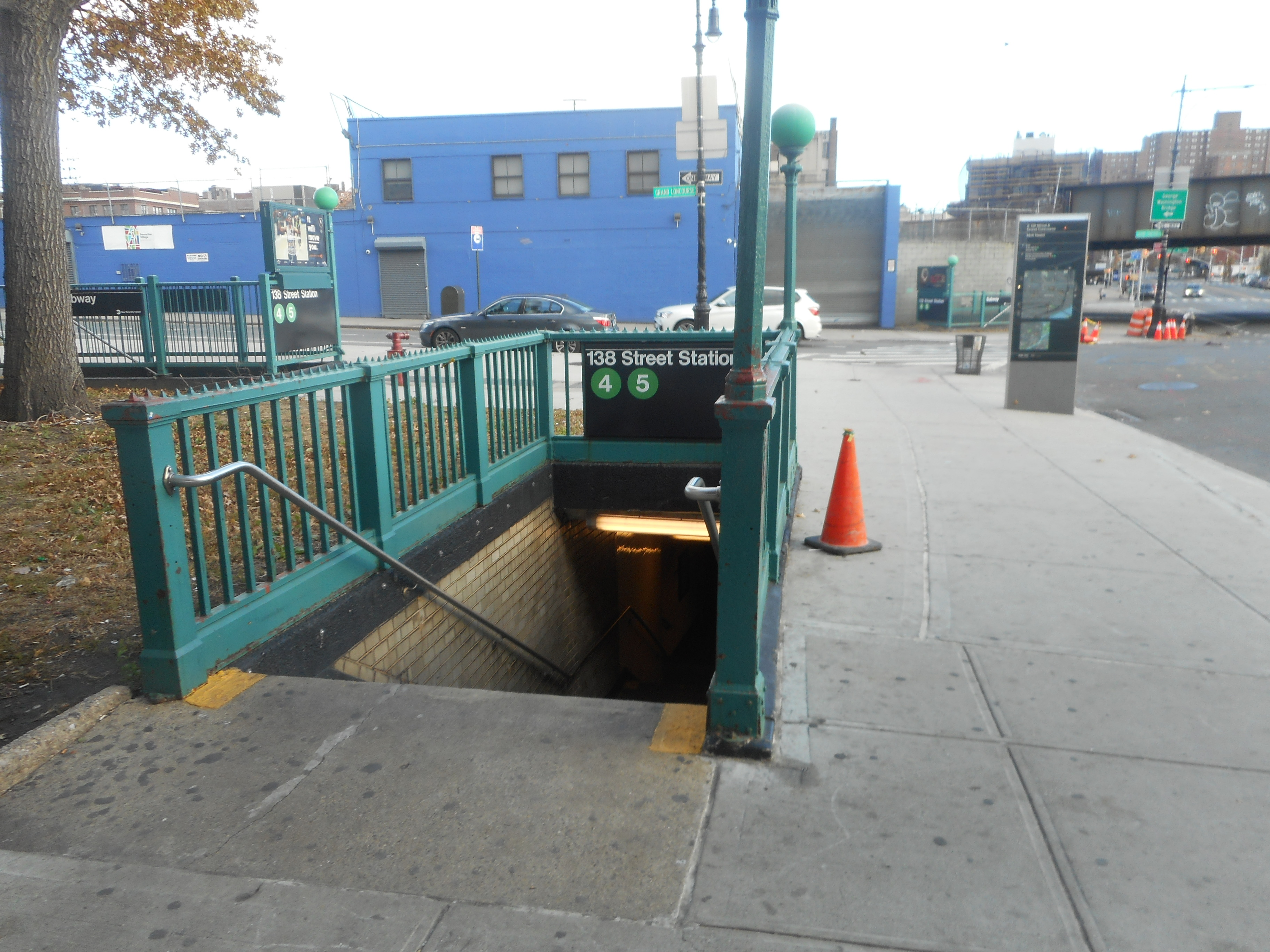
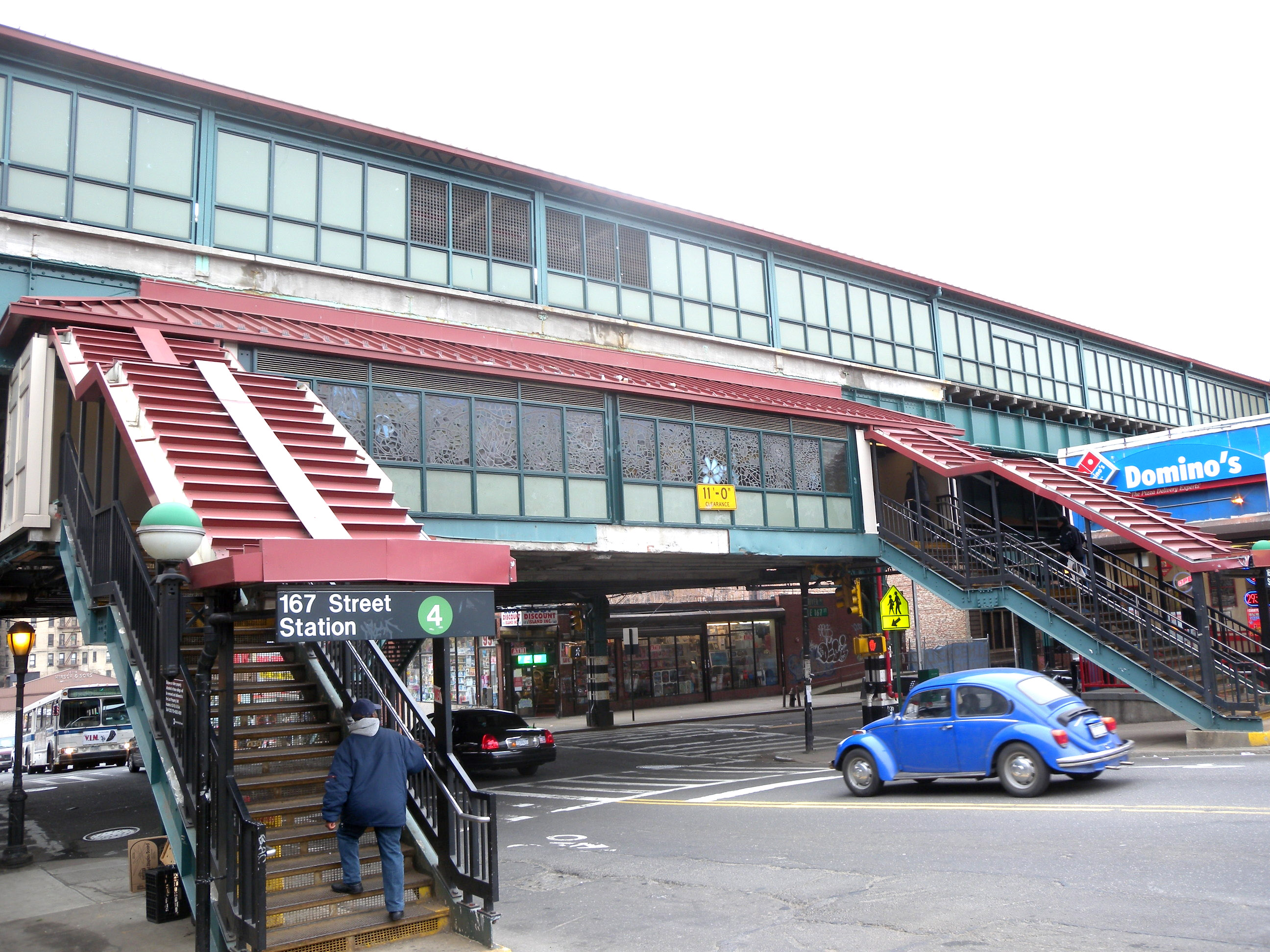
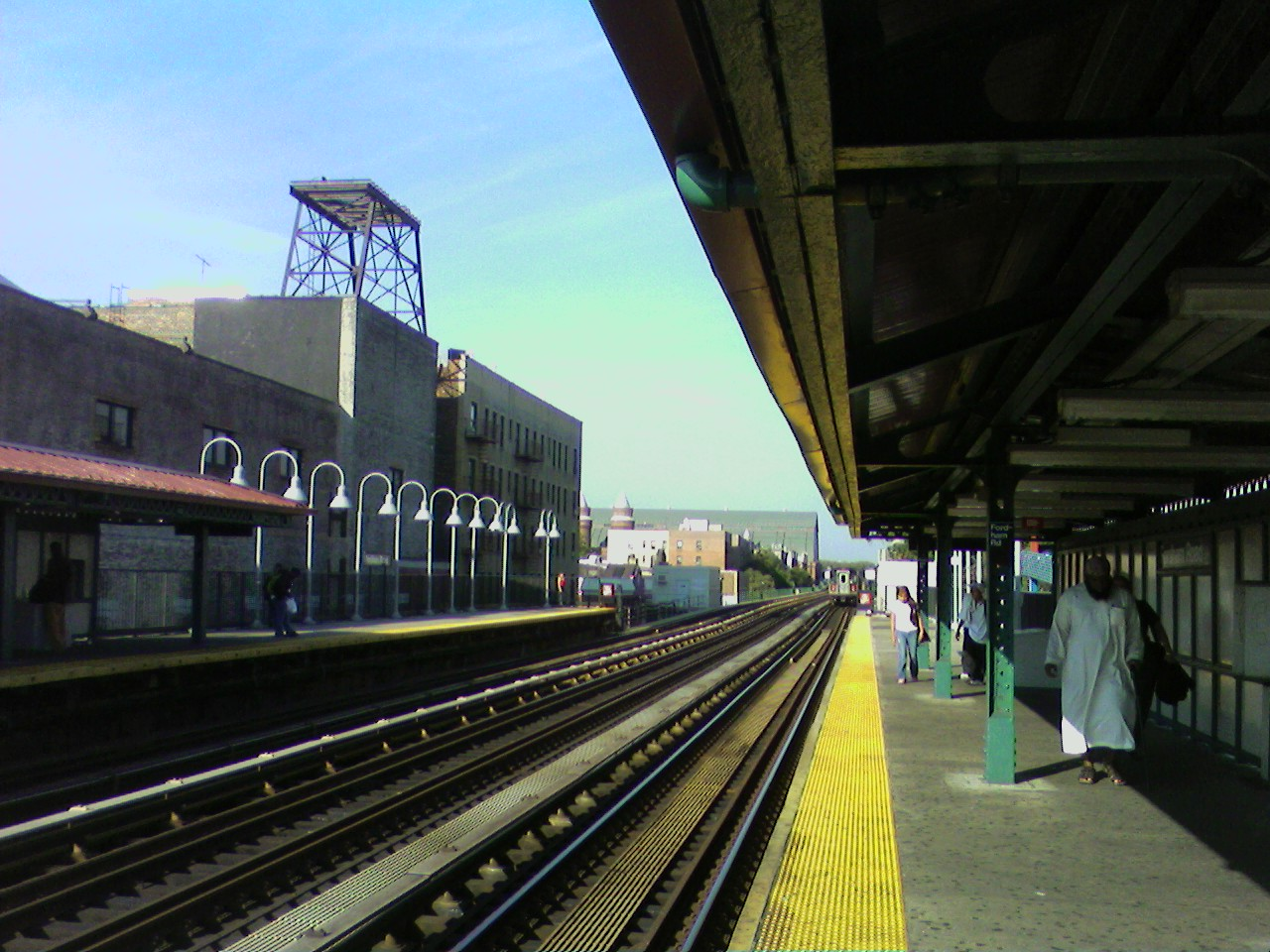
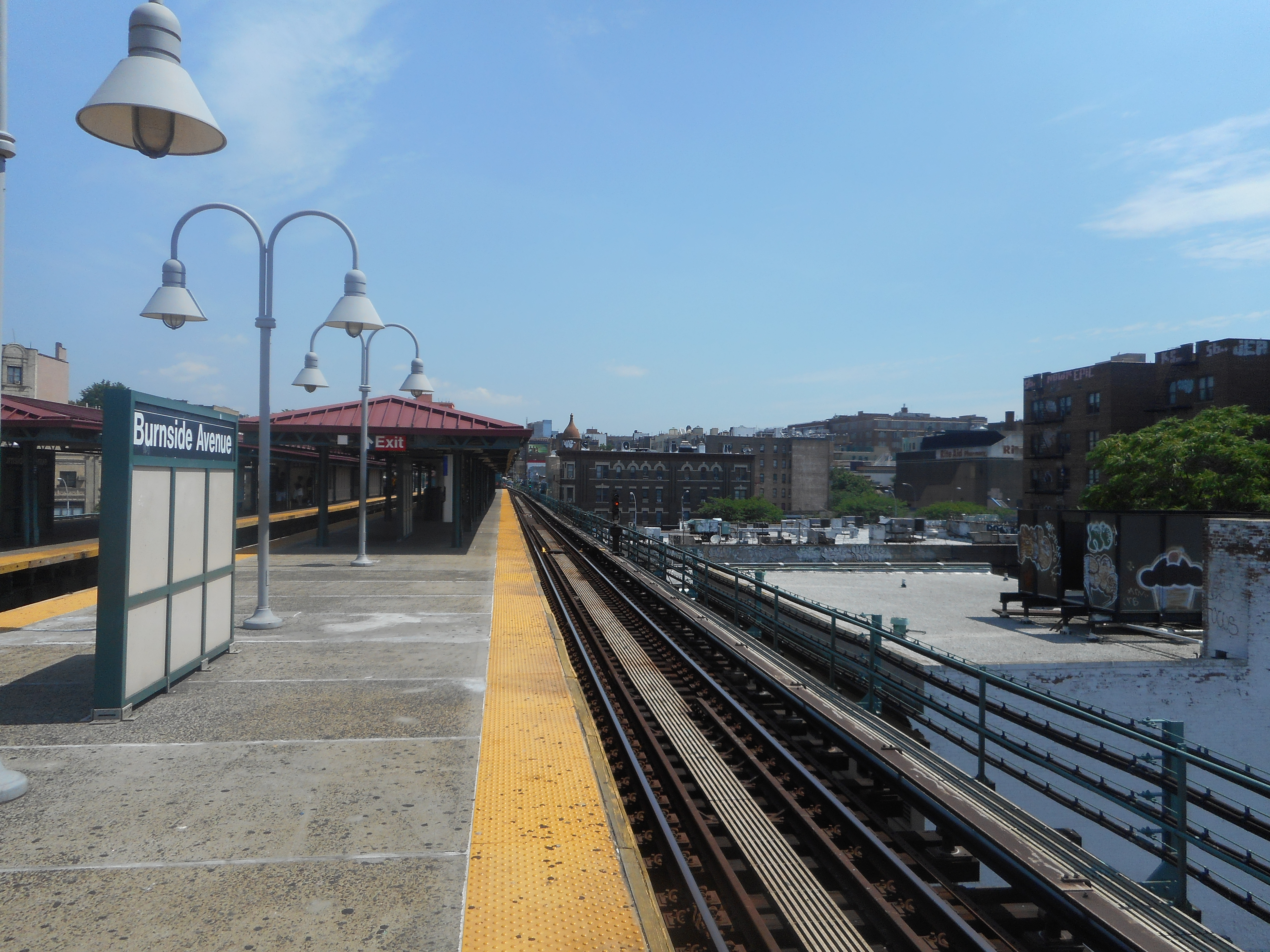